# 史蒂文·關
史蒂文·羅伯特·關（英語：Steven Robert Kwan，1997年9月5日—），為美國職棒大聯盟的外野手，目前效力於克里夫蘭守護者。

## 業餘生涯
史蒂文·關高中時期就讀於加利福尼亞州佛利蒙的華盛頓高中。2015年，身為高三生的關繳出了4成62的打擊率。高中畢業後，他進入俄勒岡州立大學。作為2016年的新生，他參加了35場比賽，繳出了2成15的打擊率。2017年，他參加了55場比賽（先發42次），打擊率為3成31，並敲出1轟、6支二壘安打、18分打點和8次盜壘。2017球季結束後，他參加科德角夏季棒球聯盟。2018年，關出賽66場比賽，繳出了.355/.463/.457的打擊三圍，並敲出1轟、41分打點與14次盜壘成功。
史蒂文·關參加了2018年美國職棒大聯盟選秀，並在第五輪被克里夫蘭印地安人選中。

## 職業生涯
在與印地安人簽下合約之後，關在印地安人附屬的小聯盟球隊亞利桑那聯盟印地安人完成了他的職業處子秀，後來晉升到馬霍寧谷拳擊手。他在兩支球隊共出賽17場比賽，並繳出出3成46的打擊率。 
2019年，關加入林奇堡山貓。在123場比賽中，關繳出2成80的打擊率，並敲出3發全壘打、26發二壘安打以及39分打點。
2021年賽季，關加入阿克倫橡膠鴨，並於8月下旬晉升到哥倫布快船。 由於右腿筋拉傷，關缺席了六周的比賽。，這年球季關出賽77場比賽，並敲出12發本壘打和44打點，一共繳出.328/.407/.527的打擊三圍。
2021年11月9日，克里夫蘭守護者宣佈關入選球隊的40人大名單。 
2022年4月2日，守護者宣佈關入選揭幕戰大名單。4月7日，關以先發右外野手身分登上大聯盟，並敲出大聯盟首安。他在生涯前3場比賽就達成單場5安的紀錄，為大聯盟20世紀以來第6人。他也締造連續116球無揮空的紀錄，為21世紀以來最多。5月5日，他成功敲出大聯盟首轟。

## 個人生活
史蒂文·關是中日混血。 他的外祖父母是移民到美國的日本人，而祖父母則來自中國，他的父母則都是在美國出生。他曾表態願意加入2023經典賽的日本代表隊，但最後由於他的母親沒有取得日本國籍，他的申請沒有通過。

## 外部連結
- 球員資訊和成績在MLB ，ESPN ，Baseball Reference ，Baseball Reference (Minors) ，Fangraphs ，The Baseball Cube （英文）